# 高岡市立太田小学校
高岡市立太田小学校（たかおかしりつ おおたしょうがっこう）は富山県高岡市にある公立小学校。

## 沿革
- 1873年 - 創立[2]。
- 1966年4月30日 - 1965年11月から建築工事を進めていた体育館（鉄筋コンクリート平屋建て延床面積502m2、地下に控室を完備）が完成[3]。
- 1982年10月5日 - 校舎改築完工式を挙行[4]。